# Tembulàndia
Tembulàndia és una regió de la Província Oriental del Cap a Sud-àfrica. És el territori tradicional del poble tembu, subgrup de la nació xhosa. Antigament era conegut com a Tamboekieland o Tambookieland.

## Geografia
En els registres històrics, Tembulàndia comprenia la zona situada entre Umtata i aigües amunt del riu Kei. Per tant, abastava una àrea de 80 km per 193 km, malgrat que la seva frontera era disputada amb Pondolàndia, situada en la costa sud-africana, i amb el territori del poble mFengu en el sud. No obstant això, aquesta àrea geogràfica ha canviat en el transcurs del temps.
Abans de la conquesta europea, el territori es dividia en Tembulàndia, la Tembulàndia dels emigrants i Bomvanalàndia (el poble bomvana guardava parentiu amb els tembu i se situava al costat est del riu Bashee, posteriorment el districte de Elliotdale). Ja durant els anys de la colonització europea es dividia en els districtes de Emjanyana, Engcobo, Mqanduli, Umtata, St. Marks, Southeyville i Xalanga.

## Història

### Primers registres
Els pobles caçadors-recol·lectors san i khoikhoi van habitar la regió des de la prehistòria en grups nòmades, al voltant de 30000 anys a.C. Al segle xvi, el poble granger nguni va arribar a l'àrea des del territori nord-est. Un subgrup dels nguni va derivar en el poble tembu. No obstant això, malgrat que es consideraven part dels nguni, els tembu es van assimilar al veí poble xhosa o xosa.
Tembulàndia havia estat un regne independent governat pel clan hala, fins a la irrupció dels britànics a partir del segle xix. Des de 1871, els tembu es van involucrar en una guerra contra una aliança de pobles xhosa, que incloïa als pondo, els bomvana i els gcaleka. El cap suprem dels tembu, Ngangelizwe, havia tractat d'unir a diversos clans del seu regne, però estaba atabalat per les forces bel·ligerants de Sarhili, cap dels gcaleka. Es diu que el conflicte tenia un ressentiment personal, perquè la primera esposa de Ngangelizwe, de nom Novili, era filla de Sarhili, i es va expandir el rumor que era maltractada pel cap tembu.
En enfrontar el setge constant dels seus enemics, Ngangelizwe i els seus ministres van decidir apropar-se a la Colònia del Cap, per negociar una possible aliança i incorporació als seus dominis.

### Incorporació a la Colònia del Cap
La Colònia del Cap, que havia assolit cert grau d'independència del govern britànic sota el sistema del govern responsable, funcionava amb un sistema inclusiu on el dret al sufragi s'exercia en igualtat per a tots els votants masculins, independentment de la raça. Les seves lleis també prohibien l'establiment d'individus de raça blanca als territoris dels nadius. Per tant, la colònia del Cap era considerat per Ngangelizwe i els seus ministres com un territori al que valia la pena annexar-se.
No obstant això, Ngangelizwe era un líder molt controvertit dins de la comunitat xhosa. De fet, era molt odiat pels pobles veïns pondo i gcaleka, a part que se l'acusava d'haver-hi comés molts crims. Per tot això, el govern del Cap va demandar la seva renúncia com a condició prèvia a l'annexió.
D'acord amb els registres del parlament de la colònia, els líders del poble tembu van requerir, entre altres coses, quatre magistratures amb la mateixes facultats d'aquells que ja ostentaven el càrrec, i protecció militar contra els britànics i els bàndols dels gcaleka. En cas d'acceptar-se aquestes demandes, al costat del respecte al càrrec dels caps tembu, assentirien a l'annexió. El primer ministre del Cap, John Molteno, va acceptar els termes i va resoldre la incorporació legal a través de la Llei d'Annexió de Tembulàndia de 1876, i va crear els districtes de Xalanga, St. Marks, Elliot i Engcobo.
La renúncia del controvertit rei Ngangelizwe que havia estat pretesa pel govern del Cap com a condició a l'annexió, va acabar en l'oblit. Malgrat tot, l'acord d'incorporació es va implementar al peu de la lletra. La propietat dels nadius es va reconèixer, i amb l'excepció d'alguns missioners i comerciants de raça blanca, Tembulàndia va ser ocupat per la seva mateixa gent com a part del territori de Transkei. No obstant això, els britànics van desplaçar als governants massa autònoms del Cap el 1878 i van assumir el comandament polític de la colònia, la qual cosa va provocar conflictes bèl·lics i la fi de la implementació pacífica dels acords.
L'annexió es va completar en 1885. Els límits de Tembulàndia es trobaven entre Umtata i el riu Tsomo, i per a aquest temps tenia 60.000 habitants. Tembulandia també va proporcionar tropes a les forces armades frontereres de la colònia del Cap que van ajudar a les victòries militars contra els gcaleka i els pondo.

### Primeres restriccions sobre Tembulandia
D'acord amb les lleis de la colònia del Cap, així com la Llei d'Annexió, els europeus tenien prohibit posseir territori en Tembulàndia. Això tenia com a propòsit prevenir la despulla per part d'usurpadors; no obstant això, malgrat constants discòrdies polítiques, aquestes disposicions legals no es complien.
Des de la dècada dels anys 1880, els governs proimperialistas i els primers ministres John Gordon Sprigg i Cecil Rhodes van ignorar les apropiacions il·legals. Pel 1882, els colonitzadors europeus s'havien desplaçat al nord del riu Kei i, el mateix any, el cap Ngangelizwe els va vendre un terreny de la seva propietat dins del districte d'Umtata.
El 1884, en la Llei Green Ray es va disposar que els caps del poble tembu es convertissin en els líders de cada consell de districte, per la qual cosa se'ls va investir, de fet, com a governadors. Durant l'administració de Cecil Rhodes es van aprovar lleis com la Llei de Registre Parlamentari, que impedia els drets per exercir el vot dels tembu i tots els ciutadans de raça negra en la colònia del Cap. No obstant això, va ser la Unió Sud-africana, al segle xx, la que va augmentar l'opressió sobre Tembulàndia.

### La Unió Sud-africana i l'apartheid
Durant els anys de la Unió Sud-africana i l'inici de l'apartheid, els drets de propietat dels tembu es van anar desconeixent gradualment, i el que quedava es va implementar únicament al seu territori original.
A més el 1963, Transkei es va convertir en un bantustán. D'acord amb l'apartheid, aquest territori era considerat com la terra natal dels xhosa, la qual cosa va provocar que els tembu anessin confosos amb ells.

### Controvertit anomenat a la secessió
Buyelekhaya Dalindyebo, fill de Sabata Jonguhlanga Dalindyebo, és el rei dels tembu des de 2006. Dalindyebo va fer una controvertida crida a la secessió el 2009, com a resposta a una acusació criminal en contra seva. Al desembre d'aquest any se'l va imputar d'homicidi dolós, segrest, incendi, i agressió. Malgrat que la dita crida a la secessió de Sud-àfrica es va suspendre, el govern el va indemnitzar per les ofenses causades pel judici criminal tant a ell com a la comunitat que representa.